# Stephan Röken
Stephan Röken (* 1963) ist ein deutscher Diplomat. Er war von 2017 bis 2021 deutscher Botschafter in Senegal.

## Leben
Röken studierte Betriebswirtschaftslehre und ging anschließend in den Auswärtigen Dienst. 

## Laufbahn
1993 bis 1996 war er an der Deutschen Botschaft in Addis Abeba (Äthiopien), 1999 bis 2002 an der Botschaft in Sofia (Bulgarien) tätig. 2002 wurde er Ständiger Vertreter an der Deutschen Botschaft in Cotonou, Benin. Ab 2005 arbeitete Röken im Bundesministerium für wirtschaftliche Zusammenarbeit, im Anschluss war er von 2007 bis 2009 stellvertretender Referatsleiter im Auswärtigen Amt. 2009 wurde er Ständiger Vertreter an der Deutschen Botschaft in Islamabad, Pakistan. Zwischen 2014 und 2017 war er erneut beim Auswärtigen Amt, diesmal als Referatsleiter, tätig. 
Von August 2017 bis Juli 2021 war Röken Botschafter der Bundesrepublik Deutschland in Senegal. Als solcher erfolgte zugleich seine Akkreditierung als Botschafter in Gambia, Guinea-Bissau und Kap Verde an der Deutschen Botschaft Dakar. Seit Sommer 2021 ist Röken stellvertretender Leiter der Botschaft der Bundesrepublik Deutschland in der Republik Bulgarien, sowie Leiter des Politikreferats der Botschaft. 